# Batalla de Als
La Batalla de Als (en danés: Slaget om Als; en alemán: Übergang nach Alsen) se libró el 29 de junio de 1864 en el marco de la guerra de los Ducados entre Dinamarca y Prusia. Fue el último enfrentamiento importante de la guerra, con los prusianos bajo el mando del general Herwarth von Bittenfeld asegurando la isla de Als —ocupado por 9,000 tropas danesas, incluyendo la guarnición de Dybbøl que se había retirado allí— en un ataque nocturno planeado por el Jefe de Estado Mayor (más tarde Mariscal de Campo) Leonhard Graf von Blumenthal.
El mando prusiano dio órdenes para que el cruce del Alssund —el corto estrecho que separa Als de la península de Jutlandia— empezará en la noche de 28 al 29 de junio de 1864. El comandante en jefe había seleccionado Øster Snogbæk, en el confín norte del estrecho, como la zona de cruce, en la que el cercano bosque de Sottrup Storskov proporcionaría cobertura que permitiría hacer los preparativos fuera de la vista de los daneses. A medianoche, las tropas prusianas se reunieron para el asalto, sin mochilas y llevando Feldmützen (gorras) en vez de cascos.
A las 2:00 2,500 soldados prusianos empezaron cruzar el Alssund, entre los pueblos de Sottrupskov y el Sandbjerg Propiedad, en barcas pequeñas. El moderno monitor blindado danés Rolf Krake estaba en el fiordo de Augustenborg, y navegó hasta el Alssund donde  causó a los prusianos severas dificultades, deteniendo el cruce de tropas. Pero tras esto el Rolf Krake, debido a averías (incluyendo algunas en su puente de mando) causadas por el fuego de la artillería pesada prusiana y creyendo que los prusianos ya habían cruzado el estrecho al sur de su posición, dio la vuelta y se alejó; permitiendo a las tropas prusianas continuar el cruce.
a las  2:15 de la madrugada los prusianos desembarcaron en Arnkil (en el lado opuesto de Sottrupskov) bajo el nutrido fuego de las posiciones atrincheradas danesas. Esto les permitió construir un puente de pontones de 32 segmentos sobre el Alssund. El ejército danés respondió enviando el Regimiento Número 5 al norte, a Sønderborg, mientras el Regimiento Número 18 luchaba contra los prusianos cerca del pueblo de Kær. Los daneses finalmente se retiraron a Kegnæs, donde algunos se rindieron y otros fueron evacuados por barco. 
El ejército danés perdió casi 3,000 hombres (entre muertos, heridos o capturados) en Als.

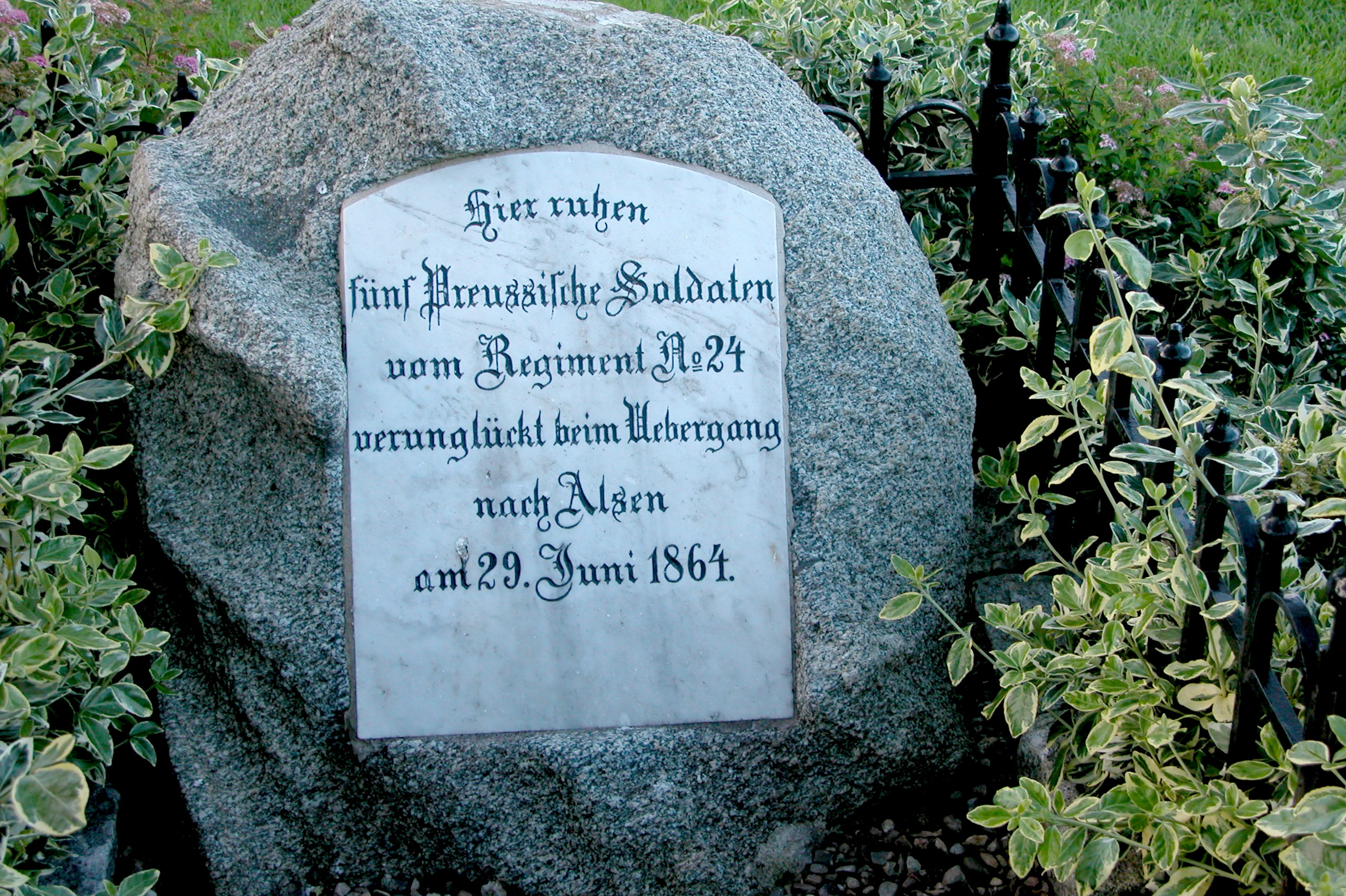
Piedra conmemorativa en Sottrupskov: "Aquí yacen cinco soldados prusianos del 24.º Regimiento, ahogados durante el cruce a Als el 29 de junio de 1864"

## Legado
A raíz de la derrota de Dinamarca por las fuerzas austro-prusianas, Als pasó a formar parte primero de Prusia y más tarde de Alemania hasta el referéndum de 1920.
Johann Gottfried Piefke, el famoso compositor de marchas alemán, dedicó su "Der Alsenströmer" a la batalla.